# L'Âge de cristal (bande dessinée)
Pour les articles homonymes, voir L'Âge de cristal (homonymie).
L’Âge de cristal est le 6e tome de la série de bande dessinée Lou !, écrite et dessinée par Julien Neel. Il est sorti le 28 novembre 2012.

## Synopsis
L’histoire se déroule environ deux ou trois ans après la fin du tome 5, et avant le tome 7. Tout change, tout reste pareil… Un beau jour, de grands cristaux roses transpercent anarchiquement le cœur de la ville. Depuis, Lou partage son temps entre un programme de collecte de données scientifiques pour le gouvernement, la garde d'un petit frère obnubilé par les dinosaures et les sorties en boîte de nuit. Elle se dit quand même que c'est un peu n'importe quoi, mais pas désagréable. Cette sensation ouateuse, ce flottement incertain... Est-ce que c'est ça, devenir adulte ?

## Personnages
Ce tome est resserré sur les péripéties de Lou et son entourage familial :
- Lou garde son caractère déluré et romantique[1] et porte désormais des lunettes[2]. Elle est étudiante[3] et participe à un programme de recherche gouvernemental sur d'étranges cristaux roses[4]. Bien qu'on ne connaisse pas son âge[3], on peut deviner qu'elle a environ 16 ans[2].
- Maman s'occupe du petit frère de Lou, Fulgor, avec l'aide de celle-ci. Elle travaille sur le deuxième tome de son roman de science-fiction Sidéra, et sur son adaptation en comédie musicale sur glace[3]. Elle participe à un programme de recherche du gouvernement[1].
- Fulgor est le petit frère de Lou. Âgé de quelques années, on ne sait pas grand chose de sa personnalité sinon qu'il aime les dinosaures[5].

On voit également à plusieurs reprises Marie-Émilie et sa mère Sophie Garsillac, qui semblent adeptes de préceptes new age en rapport avec les cristaux roses étant apparus dans la ville, ainsi que son père Henri Garsillac qui mène le programme de recherche gouvernemental auquel participe la maman de Lou.
Les autres amis de Lou font également des apparitions : Mina et Jean-Jean, Karine et Mr Juice, Tristan.
Quelques personnages secondaires sont introduits :
- Le "garçon qui lit", dont on ne connaît pas le nom, est un garçon à lunettes qui plaît à Lou, auprès de qui elle vit des événements étranges[6], et qui semble s'intéresser à l'hypnose.
- Groseille est l'assistante de Maman, qui ne se rappelle jamais de son nom et l'appelle de divers noms de fruits.
- Gjörd est un patineur suédois qui incarne Fulgor dans l'adaptation de Sidéra. Il est le sosie de Richard, le père de Fulgor, qui ne réapparaît pas depuis qu'il s'est enfui dans une grotte à l'annonce de sa future paternité (dans le tome précédent).

## Analyse

### Narration
L'univers de Lou est profondément modifié avec ce tome. Bien que Lou ! présentait déjà quelques éléments fantastiques dans les tomes précédents (notamment Mr Juice et la ville tellurique qui font leur apparition dans le tome 4), l'ensemble était réaliste. L'âge de cristal fait basculer la série dans un univers de science-fiction, avec l'apparition de cristaux roses partout dans la ville, l'arrêt soudain des réseaux de télécommunications, et ce qui ressemble à des failles spatio-temporelles.
Ce tournant onirique et surréaliste est pensé par Julien Neel comme une métaphore de l'adolescence, période de flottement et de déstabilisation. Il y voit un aspect psychanalytique. Il y a selon lui plusieurs niveaux de lecture. Il déclare avoir été angoissé à l'idée de que nous vivions la « fin du monde », et influencé par les écrits de Jean-Noël Lafargue à ce sujet, au moment de l'écriture de ce tome. Il en fait ainsi une réflexion sur les moments de crise, individuelle ou civilisationnelle, dans lesquels l'humain s'adapte à un monde en plein bouleversement. Enfin, ce basculement lui permet de casser les codes de sa série pour la renouveler, ajoutant du mystère au récit social.

### Graphisme
Cet album a été dessiné à la main, avec des stylos et du papier machine. Le trait est plus stylisé que dans le tome précédent, dont le dessin a été fait et lissé numériquement. À l'image des tomes précédents, le style rappelle le dessin d'animation, avec un trait doux, et les couleurs ont une dominante rose bonbon, notamment avec l'omniprésence de cristaux roses dans la ville. En sus des cristaux, la ville de Lou semble s'être métamorphosée, avec davantage de relief et de petites rues labyrinthiques. Julien Neel déclare s'être inspiré de Stockholm pour la dessiner.

### Clins d'œil
Le titre du tome est une référence au film de science-fiction de 1976 L'âge de cristal, dont il reprend certaines symboliques et esthétiques, notamment au travers des goûts de la maman de Lou. L'enseigne de fast-food que fréquentent Lou et ses amis s'appellent « Logan », allusion au nom du personnage principal du film.
L'album est comparé aux œuvres de Boris Vian pour son aspect absurde, poétique et fantaisiste,. Julien Neel a en effet été marqué par cet auteur, auquel il fait référence dans sa série comme étant l'écrivain préféré de Lou.

## Publications
- Julien Neel, Lou !, t. 6 : L'âge de cristal, Glénat, coll. « Tchô ! », 28 novembre 2012 (réimpr. 2012, 2013, 2014, 2015, 2016, 2017, 2019, 2021), 48 p., 215 × 293 mm (ISBN 978-2-7234-8426-8)

L'album dispose de 10 éditions par Glénat. Il fait également partie d'un coffret qui regroupe les tomes 5 et 6 paru en 2013, ainsi que de l'intégrale de la saison 1 parue en 2022.
Il a été traduit en 6 langues, notamment en allemand, en croate, en danois, en néerlandais, en suédois, sous le même titre (traduit littéralement).

## Réception
L'âge de cristal est le tome le moins apprécié de Lou !. 
C'est le tome le moins bien noté sur les sites web communautaires consacrés à la littérature. Sur BD Gest', c'est le seul tome qui passe sous la moyenne : 28 votes l'évaluent à 1,7/5. Babelio et Goodreads lui attribuent respectivement une note de 3,45/5 pour 1184 notes, et 3,62/5 pour 2815 votes, alors que tous les autres tomes ont une note supérieure à 4/5.
Du côté des chroniques, la réception est mitigée, sans consensus. Le blog BD de Sud Ouest ainsi que Du9 saluent certes la prise de risque de Julien Neel qui casse les codes de sa série, y insérant un univers de science-fiction inattendu, mais soulignent qu'elle laisse le chroniqueur dubitatif et le lecteur dans l'incompréhension,. La chronique du Matin mentionne que cette déstabilisation est assumée par l'auteur, et estime donc l'effet réussi mais néanmoins étrange. D'autres chroniques sont plus élogieuses, comme celle de la Provence qui admet que le tome laisse confus mais conclue malgré tout que Julien Neel mériterait le Grand Prix du festival d'Angoulême, ou celle d'Actua BD qui compare l'album aux œuvres d'auteurs notables semblables sur leur aspect à la fois poétique, onirique et réaliste. L'aspect graphique de l'album divise tout autant : la Provence y voit des « prouesses graphiques » alors que BD Gest' qualifie le dessin d'« inexplicable et catastrophique ».
Lors d'une interview donnée à ActuaBD en 2023, Julien Neel explique qu'il a effectivement d'abord constaté la désaffection des lecteurs à l'égard de ce tome, mais qu'il a eu des retours positifs sur le long terme. Selon lui, certains lecteurs, trop jeunes au moment de sa sortie, ont pu y trouver un autre intérêt après être passés par une expérience de l'adolescence telle qu'abordée dans L'âge de cristal. Ce tome, métaphore des moments de crise et de grand bouleversement, a aussi pu trouver un nouvel écho avec des événements qui ont marqué les lecteurs par la suite comme les attentats contre Charlie Hebdo ou la pandémie de Covid-19.